# Maritza Sayalero
Maritza Sayalero Fernández (Caracas, 16 febbraio 1961) è una modella venezuelana.
È stata la prima ad ottenere il titolo di Miss Universo per questo Paese nel 1979.

## Infanzia
Nacque nell'Hospital Universitario, della parrocchia San Pedro di Caracas. I suoi genitori sono Francisco Sayalero e Gloria Fernández, quest'ultima, cugina dell'attrice e cantante spagnola Sara Montiel. Trascorse l'infanzia e adolescenza nella capitale venezuelana. Nell'anno della sua elezione, aveva 18 anni, studiava architettura all'Università Centrale del Venezuela (UCV). È alta 1,72 m.

## Miss Venezuela
Nel 1979 partecipa al concorso di Miss Venezuela, assieme ad altre 15 ragazze. La finale del 16 maggio 1979 avviene nel "Gran Salón" del Hotel Caracas Hilton. Dopo le tre sfilate protocollari, la giuria scelse Maritza Sayalero, Miss del Departamento Vargas, come rappresentante del Venezuela per il prossimo concorso di Miss Universo. Alla finale giunsero anche, come prima finalista: Tatiana Capote Abdellattiff Abdel del Departamento di Barinas. Come seconda finalista: Diana María Fernanda Ramírez del Distrito Federal. Come terza finalista: Nina Korschunov Kors Kondryn del Departemento Portuguesa, e come quarta finalista: Nilza Josefina Moronta Sangronis, del Departemento Zulia.
Verso la fine televisiva dell'evento, si verificò un'aspra contesa tra la madre e i fratello di Miss Distrito Federal ed i giudici Antonieta Scannone di Núñez e Luis Teófilo Núñez. La famiglia di Ramírez, inalberati, presero a ceffoni il dottor Luis Teófilo Núñez e graffiarono sua moglie. Una sciame di giornalisti e fotografi salì sul palco. Il programma ancora non era fuori d'onda e tutta la scena venne trasmessa in diretta nazionale. Poco dopo la trasmissione venne bruscamente sospesa. La precedente miss Venezuela, Marisol Alfonzo, non poté consegnare la corona alla vincitrice, e Maritza Sayalero divenne l'unica Miss Venezuela impossibilitata, come consuetudine, a compiere la sua prima sfilata. La Ramírez venne immediatamente squalificata. Automaticamente, le restanti candidate ascesero nella graduatoria, e il titolo di quarta finalista venne assegnato a Nydia Centeno Contreras (Nueva Esparta).

## Miss Universo
Due mesi dopo, Maritza Sayalero partecipava al concorso di Miss Universo 1979, celebrato nel Perth Entertainment Centre, di Perth, Australia, il 20 luglio 1979. Partecipavano un totale di 75 Miss da diversi paesi del mondo. Il suo atteggiamento grintoso ma solare, e l'eccellente preparazione, costituirono la chiave del suo trionfo, e in questo modo, per la prima volta, una venezuelana fu vincitrice del titolo di Miss Universo. Dopo di lei, in Venezuela si costituirono delle autentiche "scuole per miss", che stabilirono regole di atteggiamento e portamento, selezionarono capillarmente le future miss già a 12 anni, educandole e istruendole in modo estremamente efficiente, collezionando in seguito altre cinque vittorie.
Durante il suo regno di Miss Universo viaggiò in tutto il mondo. Nel 1980 passò la sua corona a Seul, in Corea del Sud, alla sua erede, Shawn Nichols Weatherly, Miss Stati Uniti. Alla fine dell'anno, contrasse matrimonio con il tennista messicano Raúl Ramírez, stabilendosi nella città di Ensenada, nella Bassa California. Ha tre figli: Rebeca Maritza, Raúl Alan e Daniel Francisco.
La Sayalero vive ritirata dalla vita pubblica e regolarmente fa parte di giurie in concorsi di bellezza. Le sue apparizioni più recenti furono durante i concorsi di Miss Venezuela del 1998, nel 2004 e nel 2005